# Dartagnans
Dartagnans est une entreprise française de financement participatif « exclusivement dédiée au rayonnement et à la préservation de patrimoine, de l'art et de la culture en France »[non neutre].

## Historique
Les cofondateurs Romain Delaume et Bastien Goullard se sont rencontrés en 2007 à la SKEMA Business School. Après des expériences professionnelles différentes, ils fondent Dartagnans en septembre 2015.
Le nom Dartagnans est un clin d'œil à Charles de Batz de Castelmore, dit d'Artagnan.

## Projets notables
L'entreprise est connue pour trois projets notables de rachat et de restauration de châteaux français :
- le château de la Mothe-Chandeniers[3]en 2017
- le château de l'Ébaupinay[4] en 2019
- le château de Vibrac[5] en 2020
- le château de Boulogne-la-Grasse en 2021

Le 13 janvier 2024, l'entreprise annonce la mise en vente des châteaux de l'Ébaupinay et de Vibrac.

## Controverses
La société Dartagnans fait face à de nombreuses critiques concernant notamment l'utilisation des fonds récoltés et un montage financier complexe.

En avril 2023, le fonds de dotation Dartagnans est suspendu par la Préfecture de Paris pour le motif suivant :
Motif de la suspension d'activité : Absence de transmission et de publicité des comptes depuis sa création
En juillet 2024, le fonds de dotation Dartagnans est une nouvelle fois suspendu par la Préfecture de Paris pour le motif suivant :
Motif de la suspension d'activité : absence de financement d'actions d'intérêt général ; violation des règles de gestion financière prévues au titre 1er du décret n° 2009-158 du 11 février 2009 relatif aux Fonds de Dotation ; absence de transmission des documents requis dans le cadre du pouvoir d'investigation prévu au 1er alinéa du VII de l'article 140 de la loi n° 2008-776 du 04 août 2008 de modernisation de l'économie
La SA Dartagnans perçoit en tant qu’intermédiaire en financement participatif 8 % de commissions sur toutes les sommes levées et une rémunération de 7 % pour des prestations diverses. La société n’a jamais publié ses comptes sociaux donc il est difficile d’avoir une vue claire de sa situation. En décembre 2024, le magazine Que Choisir relève différentes infractions, notamment :
- un licenciement abusif
- la non-tenue des assemblées générales aux dates réglementaires
- l'absence de mise à jour des statuts après la démission de Bastien Goullard le 1er octobre 2024

## Liquidations judiciaires
En juillet 2024, une procédure de liquidation judiciaire met fin à l'activité de la filiale chargée du suivi des chantiers de rénovation des châteaux "Dartagnans Développement" .
En novembre 2024, la filiale principale "Dartagnans Crowdfunding" est également placée en liquidation judiciaire.